# Marianne Gråik
Inger Marianne Gråik, tidigare Jonsson och Persson, född 23 augusti 1966 i Sorsele församling, Västerbottens län, är en svensk samisk politiker.
[

## Biografi
Marianne Gråik föddes 1966 i Sorsele församling. Hon studerade ekonomi och sydsamiska vid Umeå universitet. Gråik var en tid ordförande för Jijnjevaerie sameby. Hon är sedan 2021 ledamot av Sametinget för Samelandspartiet och ledamot i Samiskt parlamentariskt råd.
Hon är ordförande för Samelandspartiet.